# Kvarntorpatjärnarna
Kvarntorpatjärnarna är en sjö i Götene kommun i Västergötland och ingår i Göta älvs huvudavrinningsområde. Kvarntorpsån startar vid  Kvarntorpatjärnarna och rinner sedan väster ut.
Vid kvarntorpatjärnarna ligger gården Kvarntorp som omnämns i jordeboken 1685 som 1/4 kronohemman.
Gården ägdes under lång tid av adelssläkten Pelikan. Egendomen hade eget mejeri och tegelbruk (rivet) samt kvarn och såg (riven). Kvarntorp hade en egen lastageplats vid Järnvägslinjen Göteborg–Gårdsjö mellan 1889 - 1950. Järnvägen är ombyggd till normalspår och är sedan 1962 en del av Kinnekullebanan.

## Galleri

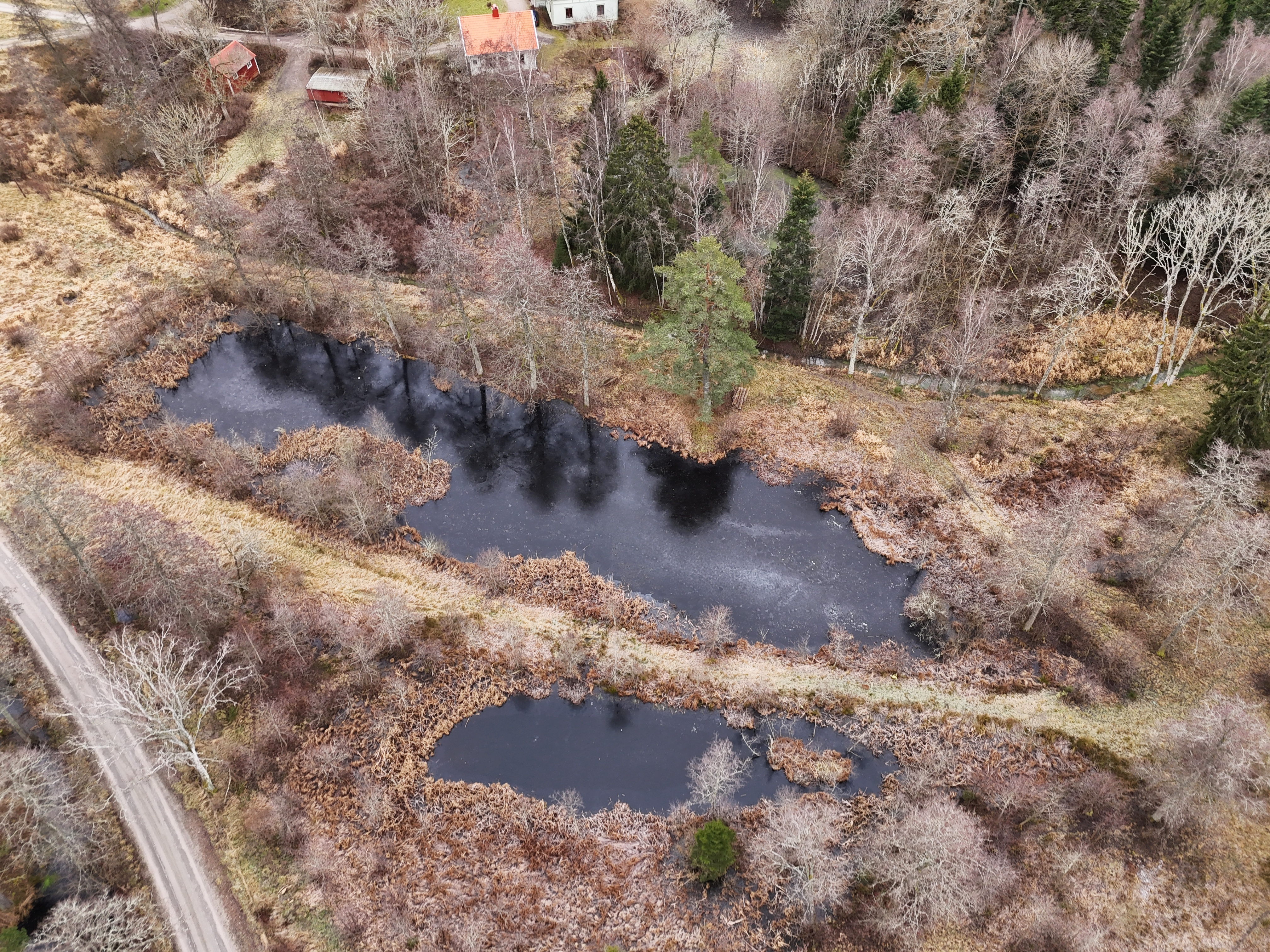
Närbild av Kvarntorpatjärnarna.